# Luteti(III) tantalat
Luteti(III) tantalat là một hợp chất hóa học vô cơ có thành phần gồm ba nguyên tố là luteti, tantan và oxy với công thức hóa học được quy định là LuTaO4. Với mật độ 9,81 g/cm3, hợp chất này là vật liệu trắng bền nhất được biết đến. (Mặc dù thori(IV) oxit ThO2 cũng trắng và có mật độ cao hơn 10 g/cm3, nhưng hợp chất này lại không ổn định về tính phóng xạ, trong khi không phóng xạ đủ, dẫn đến việc vật liệu không ổn định). Màu trắng và mật độ cao của LuTaO4 làm cho nó lý tưởng cho các ứng dụng phosphor, mặc dù chi phí luteti cao là một trở ngại.

## Điều chế
Để chuẩn bị một mẫu hợp chất luteti(III) tantalat, bột của luteti(III) oxit và tantan(V) oxit (Lu2O3 và Ta2O5) được trộn lẫn và ủ ở nhiệt độ trên 1.200 °C (2.190 °F; 1.470 K) trong vài giờ. Để chuẩn bị một chất lân tinh, một phần nhỏ vật liệu thích hợp, chẳng hạn như oxit của một kim loại đất hiếm khác, được thêm vào hỗn hợp trước khi ủ. Sau khi làm mát, sản phẩm được rửa sạch bằng nước, lọc và sấy khô, kết quả là bột màu trắng bao gồm các hạt có kích thước tính bằng micromet của LuTaO4.